# Wasserturm Westerland
| Bahnwasserturm Westerland | Bahnwasserturm Westerland       |
| Daten                     | Daten                           |
| ------------------------- | ------------------------------- |
| Baujahr:                  | 1927                            |
| Turmhöhe:                 | 21,8 m                          |
| Nutzhöhe:                 | 17,5 m                          |
| Behälterart:              | Barkhausen                      |
| Volumen des Behälters:    | 100 m³                          |
| Stilllegung:              | 1984                            |
| Ursprüngliche Nutzung:    | Versorgung der Dampflokomotiven |
| Heutige Nutzung:          | Wohnung                         |

Der Bahnwasserturm von Westerland ist ein ehemaliger Wasserturm auf der Insel Sylt, der heute als Wohnhaus genutzt wird. Er steht auf dem ehemaligen Bahngelände am Industrieweg 14.

## Bauwerk
Der zylindrische Backsteinbau hat eine Höhe von 21,8 m. Im Bereich des Wasserbehälters ist er nur wenig breiter als darunter. Den Abschluss bildet ein polygonales Zeltdach mit Pfannendeckung. Ursprünglich gab es nur zwei Ringe kleiner Fenster, einen unmittelbar unter dem Dach, einen weiteren unter dem Wasserbehälter. Außerdem befanden sich wenige schmale Fenster im Schaft. Zur Wasserspeicherung diente ursprünglich ein Barkhausen-Behälter mit 100 m³ Fassungsvermögen.

## Ursprüngliche Nutzung
Der Bahnwasserturm wurde 1927 gleichzeitig mit den übrigen Bahnanlagen Westerlands gebaut. Es war das Jahr der Fertigstellung des Hindenburgdamms. Der Turm diente vor allem zur Wasserversorgung der Dampflokomotiven am Endbahnhof der Marschbahn.

## Stilllegung und weitere Nutzung
1984 wurde der Turm endgültig stillgelegt. 1992 fand sich ein Käufer, der eine Wohnung einbauen ließ. Ein Antrag auf Anbauten wurde nicht genehmigt, aber die Fenster durften vergrößert werden. Außerdem konnte oben ein zusätzlicher Kranz von Rundfenstern eingebaut werden. Das Dach wurde neu gedeckt und erhielt Dreiecksgauben zur Belichtung des oberen Wohnbereichs.